# Kelly Gago
Kelly Gago (* 5. Januar 1999 in Créteil) ist eine französische Fußballspielerin. Die Stürmerin steht aktuell beim FC Everton unter Vertrag und spielt auch für die Nationalelf Frankreichs.

## Vereinskarriere
Kelly Gago begann als Elfjährige mit dem Vereinsfußball bei einem Amateurklub aus Bonneuil-sur-Marne, in der Nachbarschaft ihres Geburtsorts gelegen. Zwei Jahre später holte der Frauenverein Juvisy FCF die begabte Angreiferin in sein Nachwuchszentrum, von wo aus sie weitere zwei Jahre später zur VGA Saint-Maur wechselte. Dort kam sie im Oktober 2015 als erst 16-Jährige zu ihrem Debüt in der höchsten französischen Frauenliga, als sie in einem Punktspiel bei AF Rodez zur zweiten Halbzeit eingewechselt wurde. Für Saint-Maur brachte sie es in diesem Herbst noch auf drei weitere Ligaeinsätze. Dennoch spielte sie in der Rückrunde 2015/16 für den Zweitligisten Dijon FCO, bei dem sie in sechs Partien zwei Treffer erzielte.
Im Sommer 2016 holte Erstdivisionär AS Saint-Étienne Gago in seinen Spielerinnenkader. Am Ende ihrer ersten Spielzeit bei den Vertes – „Die Grünen“ ist seit Jahrzehnten der Beiname der ASSE-Mannschaften – war sie nur in neun Punktspielen eingesetzt worden und das Team musste absteigen. In der zweiten Liga wurde sie zur Stammspielerin, brachte es in vier Saisons auf 54 Ligaeinsätze und schoss darin 36 Tore. Besonders erfolgreich war sie 2018/19: 20 Treffer in 23 Spielen machten sie zur Torschützenkönigin. Die Rückkehr in Frankreichs fußballerisches Oberhaus gelang aber erst 2021, und auf diesem Niveau verzeichnete Kelly Gago fünf Tore bei 18 Einsätzen. Nach diesen sechs Jahren nahm sie 2022 ein Angebot von Sampdoria Genua an. Die Italienerinnen beendeten die Spielzeit allerdings als Schlusslicht der Serie A, und Gago trug 2023/24 den Dress des Serie-B-Vereins Parma Calcio 1913, dem sie zwar nicht zum Aufstieg verhelfen konnte, für den sie aber in 28 Punktspielen 14 Tore schoss. 
Ab dem Sommer 2024 spielte sie zunächst wieder in Frankreich, und dort für den Erstligaaufsteiger FC Nantes. Nach nur wenigen Spielen für Nantes wurde Kelly Gago im Oktober zur A-Nationalspielerin (siehe unten), obwohl sie bis dahin mehr Saisons und mehr Einsätze bei Zweit- als bei Erstligisten in Frankreich und Italien aufzuweisen hatte. Bereits in der Winterpause nahm sie ein Angebot des englischen Erstligisten FC Everton an, mit dem sie vier Monate später auf Tabellenrang 8 abschloss.

### Stationen
- CS Bonneuil-sur-Marne (2010–2012)
- Juvisy FCF (2012–2014)
- VGA Saint-Maur (2014–Dezember 2015)
- Dijon FCO (Januar–Juni 2016)
- AS Saint-Étienne (2016–2022)
- Sampdoria Genua (2022/23)
- Parma Calcio 1913 (2023/24)
- FC Nantes (Juli–Dezember 2024)
- FC Everton (seit Januar 2025)

## Nationalspielerin
Kelly Gago hat die Jahrgangs-Nationalauswahlen Frankreichs durchlaufen, allerdings erst ab der U-19. Bei dieser bestritt sie 2018 drei Länderspiele während der Europameisterschaft in der Schweiz, bei der die Französinnen bereits in der Gruppenphase ausschieden. Ebenfalls 2018 fand sie bei sieben Partien in der U-20 Frankreichs Berücksichtigung; dort stand sie fünfmal in der Startformation und war dreimal als Torschützin erfolgreich. 2019 und nochmal 2024 gehörte Gago der U-23 ihres Landes bei insgesamt drei Freundschaftsspielen an.
Bei der französischen A-Nationalelf hat sie bisher sieben Länderspiele zu Buche stehen und darin gegen die Schweiz und Belgien jeweils einen Treffer erzielt (Stand: 9. Juli 2025). Erstmals trug sie unter Nationaltrainer Laurent Bonadei im Oktober 2024 bei einem 3:0-Sieg in Montbéliard gegen Jamaika das blaue Trikot – mit 25 ein relativ spätes Debüt. Der Trainer setzte Kelly Gago auch weiterhin ein und nahm sie 2025 in sein Aufgebot für die Europameisterschaft in der Schweiz auf. Dabei entschied er sich für sie und gegen Kessya Bussy, weil sie „ein Linksfuß und im Kopfballspiel stärker“ als jene sei.

## Palmarès
- Torschützenkönigin der Division 2 Féminine: 2019

## Nachweise und Anmerkungen
1. ↑  Spieldatenblatt der Partie in Rodez vom 11. Oktober 2015 bei footofeminin.fr
2. ↑  Die statistischen Angaben zu ihren internationalen Einsätzen entstammen Gagos unter Weblinks angegebenen Datenblatt von der Site des Landesverbands FFF.
3. ↑  Les 23 pour l’Euro 2025 vom 5. Juni 2025 bei footofeminin.fr

| Personendaten    | Personendaten                 |
| ---------------- | ----------------------------- |
| NAME             | Gago, Kelly                   |
| KURZBESCHREIBUNG | französische Fußballspielerin |
| GEBURTSDATUM     | 5. Januar 1999                |
| GEBURTSORT       | Créteil, Frankreich           |